# Klyvporing
Klyvporing (Schizopora paradoxa) är en svampart som först beskrevs av Heinrich Adolph Schrader, och fick sitt nu gällande namn av Donk 1967. Enligt Catalogue of Life ingår Klyvporing i släktet Schizopora,  och familjen Schizoporaceae, men enligt Dyntaxa är tillhörigheten istället släktet Hyphodontia,  och familjen Schizoporaceae. Arten är reproducerande i Sverige. Inga underarter finns listade i Catalogue of Life.

## Bildgalleri

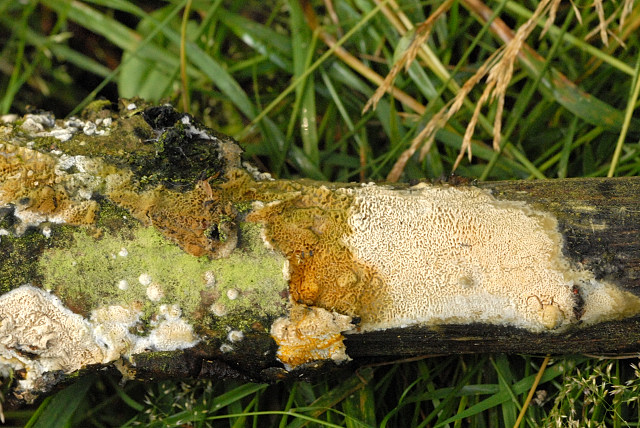
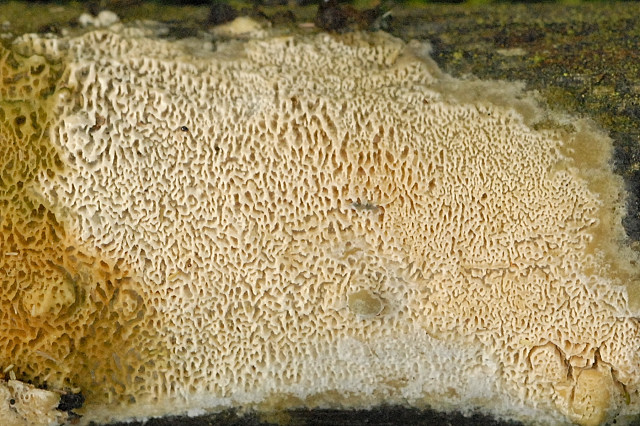
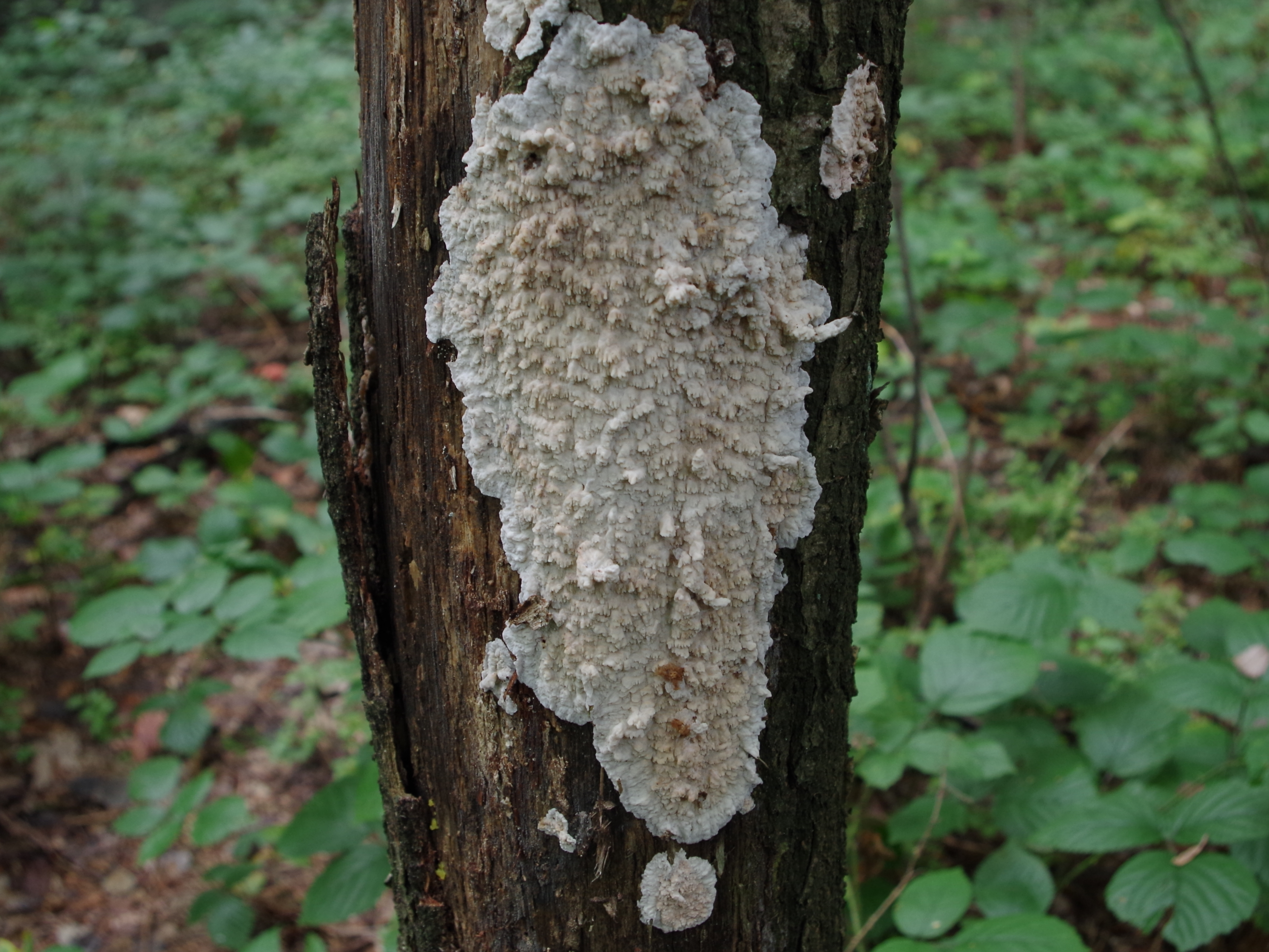